# Snow Aeronautical

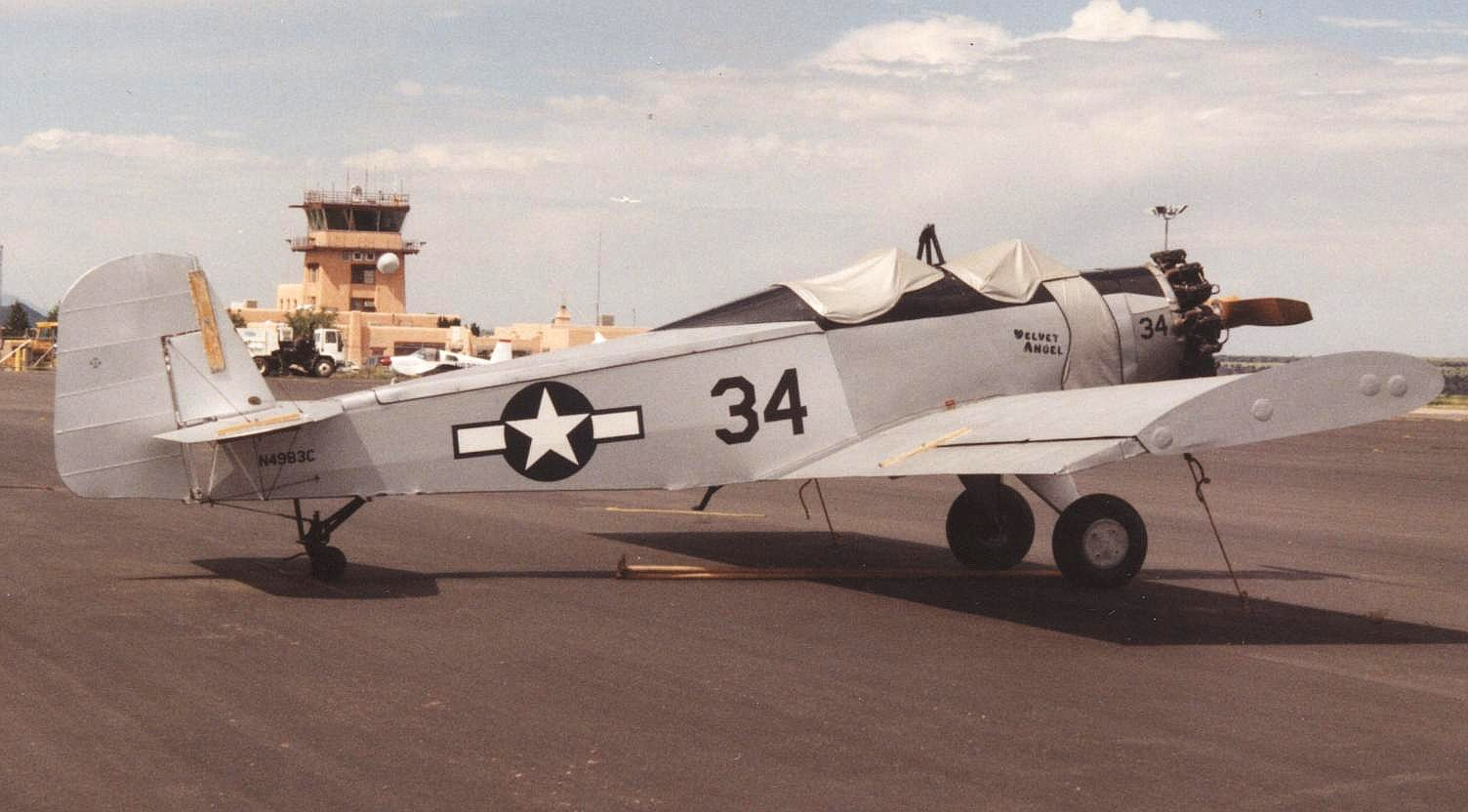
Early Snow S-2A del 1959 a Santa Fe, New Mexico, nel 1997

Snow Aeronautical è stato un produttore di aeromobili statunitense, fondato nel 1955 a Olney, Texas da Leland Snow per produrre e commercializzare velivoli ad uso agricolo. La compagnia aerea britannica di Britten-Norman fungeva da distributore per gli aeromobili Snow e successivamente prese una partecipazione azionaria nella società. La compagnia fu acquistata dalla divisione Aero Commander del North American Rockwell nel 1965.

## Aeroplani prodotti
| Nome modello | Primo volo | Esemplari prodotti | Tipo                     |
| ------------ | ---------- | ------------------ | ------------------------ |
| Snow S-1     | 1953       | 1                  | Monoplano singolo motore |
| Snow S-2     | 1956       | 414                | Monoplano singolo motore |